# The Barrier of Bars
Pour plus de détails, voir Fiche technique et Distribution.
The Barrier of Bars est un film muet américain réalisé par Allan Dwan et sorti en 1913.

## Fiche technique
- Réalisation : Allan Dwan
- Date de sortie : États-Unis : 1er décembre 1913

## Distribution
- J. Warren Kerrigan
- Jessalyn Van Trump
- George Periolat
- William Worthington